# Chung Myung-whun
Dans ce nom coréen, le nom de famille, Chung, précède le nom personnel.
Pour les articles homonymes, voir Chung.
Chung Myung-whun (en caractères chinois 鄭明勳, en coréen 정명훈, soit en transcription standard Jeong Myeong-woo), né le 22 janvier 1953 à Séoul en Corée du Sud, est un pianiste et chef d'orchestre qui a été de 2000 à 2015 le directeur musical de l'Orchestre philharmonique de Radio France. En tant que pianiste, il est également connu grâce au Trio Chung, formé avec ses sœurs : Chung Kyung-wha, violoniste, et Chung Myung-wha, violoncelliste.

## Biographie
Sa passion pour la musique commence avec l'apprentissage du piano. À sept ans, il intègre l'Orchestre philharmonique de Séoul. En 1974, il remporte le deuxième prix au Concours international Tchaïkovski de Moscou. Tout en poursuivant sa formation de pianiste, il s’initie à la direction d’orchestre à la Mannes School of Music de New York, puis à la Juilliard School. Avec ses sœurs, la violoniste Chung Kyung-wha et la violoncelliste Chung Myung-wha, ils se produisent en tant que Trio Chung.
Il commence alors une carrière de chef d'orchestre grâce à des collaborations régulières. En 1979, Chung Myung-Whun devient assistant de Carlo Maria Giulini, puis il est nommé chef adjoint de l’Orchestre philharmonique de Los Angeles. De 1984 à 1990, il dirige l'Orchestre symphonique de la Radio de Sarrebruck et, de 1987 à 1992, est à la tête du Teatro Comunale de Florence. En 1989, il prend la direction musicale de l'Orchestre de l'Opéra national de Paris. Jusqu'en 2005, il est également le chef principal de l'Orchestre de l'Académie nationale de Sainte-Cécile de Rome.
Fidèle à la France, Chung Myung-whun enregistre aussi bien le Te Deum H.146 de Marc Antoine Charpentier que les œuvres de Berlioz, Ravel, Fauré ou Messiaen. Il a  été de 2000 à 2015 le directeur musical de l'Orchestre philharmonique de Radio France, administré par les Concerts de Radio France. Pour l’anecdote, il sculpte ses propres baguettes dans le bois d'amandiers de Provence.
Par ailleurs, il a dirigé en tant que chef invité de nombreux orchestres de dimension internationale : les Orchestres philharmoniques de Vienne et de Berlin, le Concertgebouw d'Amsterdam, l'Orchestre philharmonique de La Scala de Milan, l'Orchestre de la Radio bavaroise, l'Orchestre de la Staatskapelle de Dresde. Aux États-Unis, il a conduit l'Orchestre du Metropolitan Opera de New York, les Orchestres Symphoniques de Chicago et de Boston, et les orchestres de Cleveland et de Philadelphie.
Le 14 mars 2012, il dirige à Pleyel un concert exceptionnel réunissant l'Orchestre Unhasu de Corée du Nord et l’Orchestre philharmonique de Radio France, ainsi que l'Orchestre national de Lyon en 2012 pour le festival French Kiss à l'Auditorium.
En 2025, il est nommé directeur musical de la Scala de Milan à compter du début de l'année 2027, jusqu'en 2030.

## L'engagement humanitaire
Chung Myung-whun consacre beaucoup d'énergie aux causes humanitaires et écologiques. Il est Ambassadeur du Programme des Nations unies pour le contrôle international des drogues (UNDCP), et reçoit le titre d'« Homme de l'année » en 1995 par l'Unesco. Depuis 2008, il est ambassadeur de l'UNICEF.

## Discographie (à compléter)
Tous ces enregistrements sont parus chez Deutsche Grammophon, sauf indication.

### Avec l'Orchestre de l'Opéra Bastille

#### Messiaen
- Turangalîla-Symphonie (1992)
- Eclairs sur l'au-delà (1994)
- L'Ascension + Saint-Saëns, Symphonie n° 3 avec Orgue (1993)

#### Berlioz
- Harold en Italie (date de parution inconnue)
- La Symphonie fantastique + Dutilleux, Métaboles (date de parution inconnue)

### Avec L'Orchestre Philharmonique de Vienne
- Rossini, Stabat Mater (1995)
- Dvořák, 
  - Symphonies n° 3 et 7 (1997)
  - Symphonies n° 6 et 8 (2000)

## Prix et distinctions
- 1988 : « Prix Abbiati » pour son travail avec le Teatro comunale de Florence
- 1989 : « Prix Arturo Toscanini » du meilleur enregistrement d'un compositeur étranger, décerné par l'Académie du disque lyrique
- 1991 : Prix de la personnalité musicale de l'année du Syndicat de la critique
- 1992 :  Chevalier de la Légion d'honneur
- 1995 : trois Victoires de la musique classique : chef d'orchestre de l'année, enregistrement classique français de l'année, représentation lyrique de l'année
- 1996 : Prix « le Kumkuan », titre honorifique d'« Ambassadeur pour la culture de la Corée »
- 2011 :  Commandeur de l'ordre des Arts et des Lettres[2]
- 2013 : Prix « Una vita per la musica » remis à La Fenice au nom de la ville de Venise avec remise symbolique des clés de la ville
- Chung Myung-whun a reçu plusieurs récompenses pour ses disques enregistrés avec Deutsche Grammophon.